# Jerebkî, Pidvolociîsk
Jerebkî (în ucraineană Жеребки) este o comună în raionul Pidvolociîsk, regiunea Ternopil, Ucraina, formată numai din satul de reședință.

## Demografie
Componența lingvistică a comunei Jerebkî
     Ucraineană (100%)
Conform recensământului din 2001, toată populația comunei Jerebkî era vorbitoare de ucraineană (100%).